# كأس شي بيليفز 2019
كأس شي بيليفز 2019 (بالإنجليزية: SheBelieves Cup 2019) هي النسخة الرايعة من بطولة كأس شي بيليفز لكرة قدم النسائية الودية، أقيمت في الولايات المتحدة. تمت مشاركة المنتخبات في البطولة بدعوة منتخب البرازيل، إنجلترا، اليابان، وتستضيف الولايات المتحدة، وقد بدأت في 27 فبراير وانتهت في 5 مارس 2019. بعد أن حافظت على نفس الفرق الأربعة في النسخ الثلاث الأولى، كانت نسخة 2019 هي المرة الأولى التي تغيب فيها فرنسا وألمانيا عن البطولة. استُبدلت بهما اليابان والبرازيل، وهي المرة الأولى التي تشارك فيها فرق من الاتحاد الآسيوي لكرة القدم أو اتحاد أمريكا الجنوبية لكرة القدم. شارك منتخب الولايات المتحدة حامل اللقب، انتهت منافسات كأس شي بيليفز بفوز مننتخب إنجلترا بالبطولة لأول مرة.

## نظام البطولة
لعبت الفرق الأربعة المدعوة دورةً بنظام الدوري من دور واحد. وحُسبت النقاط في دور المجموعات بثلاث نقاط للفوز، ونقطة واحدة للتعادل، وصفر نقطة للخسارة. ويُحسم التعادل في النقاط بفارق الأهداف؛ فيما يلي قواعد أخرى لكسر التعادل.

## الملاعب
| تشيستر (منطقة فيلادلفيا)                    | ناشفيل        | تامبا            |
| ------------------------------------------- | ------------- | ---------------- |
| ملعب تالين إنيرجي                           | ملعب نيسان    | ملعب ريموند جيمس |
| السعة: 18,500                               | السعة: 69,193 | السعة: 66,321    |
|                                             |               |                  |
| تشيستر ناشفيل تامباكأس شي بيليفز 2019 (USA) |               |                  |

## الفرق
| فريق             | تصنيف الفيفا (ديسمبر 2018) |
| ---------------- | -------------------------- |
| الولايات المتحدة | 1                          |
| إنجلترا          | 4                          |
| اليابان          | 8                          |
| البرازيل         | 10                         |

## ترتيب المجموعة
| م | الفريق               | لعب | ف | ت | خ | أ.له | أ.ع | أ.ف | نقاط |
| - | -------------------- | --- | - | - | - | ---- | --- | --- | ---- |
| 1 | إنجلترا (C)          | 3   | 2 | 1 | 0 | 7    | 3   | +4  | 7    |
| 2 | الولايات المتحدة (H) | 3   | 1 | 2 | 0 | 5    | 4   | +1  | 5    |
| 3 | اليابان              | 3   | 1 | 1 | 1 | 5    | 6   | −1  | 4    |
| 4 | البرازيل             | 3   | 0 | 0 | 3 | 2    | 6   | −4  | 0    |

## مباريات
| الولايات المتحدة                      | 2–2   | اليابان                                 |
| ------------------------------------- | ----- | --------------------------------------- |
| - ميغان رابينو 23' - أليكس مورغان 76' | تقرير | - إيمي ناكاجيما 67' - يوكا موميكي 90+1' |

| إنجلترا                       | 2–1   | البرازيل                    |
| ----------------------------- | ----- | --------------------------- |
| - إلين وايت 49' - بيث ميد 75' | تقرير | - أندريسا ألفيس 16' (ركلة.) |

| البرازيل      | 1–3   | اليابان                                                   |
| ------------- | ----- | --------------------------------------------------------- |
| - ديبينيا 57' | تقرير | - يوكا موميكي 44' - ريكاكو كوباياشي 81' - يوي هاسيكوا 85' |

| الولايات المتحدة                   | 2–2   | إنجلترا                                |
| ---------------------------------- | ----- | -------------------------------------- |
| - ميغان رابينو 33' - توبين هيث 67' | تقرير | - ستيفاني هوتون 36' - نيكيتا باريس 52' |

| اليابان | 0–3   | إنجلترا                                              |
| ------- | ----- | ---------------------------------------------------- |
|         | تقرير | - لوسي ستانيفورث 12' - كارين كارني 23' - بيث ميد 30' |

| الولايات المتحدة | 1–0   | البرازيل |
| ---------------- | ----- | -------- |
| - توبين هيث 20'  | تقرير |          |

## أفضل هدافين
عدد الأهداف المُسجلة  19 هدفًا  في 6 مباراة، بمتوسط 3.17 هدفًا في المباراة الواحدة.
هدفان
- بيث ميد
- يوكا موميكي
- توبين هيث
- ميغان رابينو

هدف
- أندريسا ألفيس
- ديبينيا
- كارين كارني
- ستيفاني هوتون
- نيكيتا باريس
- لوسي ستانيفورث
- إلين وايت
- يوي هاسيكوا
- ريكاكو كوباياشي
- إيمي ناكاجيما
- أليكس مورغان